# Taishan (socken)
Taishan (kinesiska: 泰山, 泰山街道) är en socken i Kina. Den ligger i prefekturen Xuzhou Shi och provinsen Jiangsu, i den östra delen av landet, omkring 280 kilometer nordväst om provinshuvudstaden Nanjing.
Genomsnittlig årsnederbörd är 961 millimeter. Den regnigaste månaden är juli, med i genomsnitt 205 mm nederbörd, och den torraste är januari, med 12 mm nederbörd.